# Milpillas, San Luis Potosí
Milpillas är en ort i Mexiko.   Den ligger i kommunen Mexquitic de Carmona och delstaten San Luis Potosí, i den centrala delen av landet, 400 km nordväst om huvudstaden Mexico City. Milpillas ligger 2 046 meter över havet och antalet invånare är 580.
Terrängen runt Milpillas är varierad. Runt Milpillas är det ganska tätbefolkat, med 54 invånare per kvadratkilometer. Närmaste större samhälle är San Luis Potosí, 19,2 km sydost om Milpillas. Omgivningarna runt Milpillas är i huvudsak ett öppet busklandskap.